# Chloeia violacea
Chloeia violacea är en ringmaskart som beskrevs av Horst 1910. Chloeia violacea ingår i släktet Chloeia och familjen Amphinomidae. Inga underarter finns listade i Catalogue of Life.